# Anacamptodes vellivolata
Anacamptodes vellivolata är en fjärilsart som beskrevs av George Duryea Hulst 1887. Anacamptodes vellivolata ingår i släktet Anacamptodes och familjen mätare. Inga underarter finns listade i Catalogue of Life.